# Associação Atlética Colatina
Maillots
L'Associação Atlética Colatina est un club brésilien de football basé à Colatina dans l'État de l'Espírito Santo.

## Palmarès
- Championnat de l'Espírito Santo :
  - Champion : 1990